# 中村覚之助 (サッカー指導者)
中村 覚之助（なかむら かくのすけ、1878年5月 - 1906年7月3日）は、明治時代の人物。日本に初めて本格的にサッカーを紹介し、その普及に貢献した。

## 経歴
1878年（明治11年）、和歌山県東牟婁郡浜ノ宮（現：那智勝浦町）で生まれ、神社の氏子を務める家柄でもあった。1899年（明治32年）、和歌山師範学校（現・和歌山大学教育学部）を卒業し、宇久井尋常高等小学校（現・宇久井小学校）で教師となるが、1年で退職した。
1900年（明治33年）、東京高等師範学校（現：筑波大学）に入学。1902年（明治35年）、教授の坪井玄道が持ち帰ったアメリカの本「アッソシェーション.フットボール」を翻訳し、ア式蹴球部（現：筑波大学蹴球部）を創設。これが日本で最初のア式フットボール（現在のサッカー）のチームであるとされる。中村は選手としては加わらず、部の運営やルールの指導などにあたった。1903年（明治36年）秋にはその「アッソシェーション.フットボール」を編集して東京高等師範学校蹴球部の名で出版した。日本最初のサッカー指導書である。1904年（明治37年）2月6日には4年生の中村の企画で東京高師は横浜カントリー・アンド・アスレティック・クラブ（YC&AC）と日本で最初のサッカー対外試合を行った。
1904年（明治37年）3月、東京高等師範学校を卒業。翌年、清の山東省済南師範学校へ国から派遣された。1906年（明治39年）6月28日、病の療養のために帰国し、神戸市に到着。1906年（明治39年）7月3日に死去した。
2002年（平成14年）、和歌山文化協会第53回先覚文化功労者として顕彰。出生地にあたる那智勝浦町の那智駅前に顕彰碑が建てられた。

## JFAのシンボルマーク
日本サッカー協会（JFA）のシンボルマークである八咫烏（やたがらす）は、中村の出身地である那智勝浦町にある熊野那智大社の八咫烏をヒントにして、東京高等師範学校（現在の筑波大学）の後輩の漢文学者・内野台嶺らの発案を基に1931年に日名子実三がデザインしたとされる。ただし、日本サッカー協会から発行された公式書籍などには中村との関連が記載されたことはない。
2021年現在も中村は日本サッカー殿堂に掲額されていないが、2011年の委員会推薦掲額者である牛木素吉郎は中村を特別表彰に名を残すべきと主張している。